# Hydractinia otagoensis
Hydractinia otagoensis är en nässeldjursart som först beskrevs av Peter Schuchert 1996.  Hydractinia otagoensis ingår i släktet Hydractinia och familjen Hydractiniidae. Inga underarter finns listade i Catalogue of Life.